# Vallo Reimaa
Vallo Reimaa (ur. 8 maja 1961 w Kose) – estoński polityk, nauczyciel i samorządowiec, w latach 2007–2008 minister ds. regionalnych.

## Życiorys
W 1979 ukończył szkołę średnią w rodzinnej miejscowości, a w 1986 został absolwentem studiów nauczycielskich z zakresu historii na Uniwersytecie w Tartu. Pracował jako nauczyciel w szkole średniej w Puhji i jako wicedyrektor szkoły podstawowej w Kohtli. Był również zatrudniony w fundacji kulturalnej. Od 1994 prowadził zajęcia w estońskich szkołach wyższych. W latach 1991–1998 był członkiem władz miejskich w Jõhvi, gdzie odpowiadał m.in. za kulturę i edukację. Od 1999 do 2007 pełnił funkcję dyrektora szkoły średniej w tym mieście. Od 1999 był wybierany do rady miejskiej, w 2002 został przewodniczącym tego gremium.
W kwietniu 2007 z rekomendacji partii Związek Ojczyźniany i Res Publica objął urząd ministra ds. regionalnych w drugim rządzie Andrusa Ansipa. Sprawował go do stycznia 2008. Powrócił następnie do pracy w szkolnictwie jako wicedyrektor i dyrektor placówek oświatowych w Tartu.